# Frederick Firth
Frederick Firth (Morecambe, 29 settembre 1913 – 2000) è stato un cantante e educatore inglese. Da bambino fu una delle prime voci bianche soliste la cui voce sia stata registrata ed abbia avuto un successo commerciale a livello internazionale. Da adulto lavorò come consulente musicale della Norfolk Education Authority.

## Biografia
Frederick "Freddie" Firth appartiene con Ernest Lough e Denis Barthel a quella generazione di voci bianche solista cui per prima fu data l'opportunità di diventare famose a livello internazionale grazie alla registrazione su disco delle loro voci. Nato nel 1913 in Inghilterra, Firth fu educato alla musica e al canto dallo zio. Fin da piccolo ebbe una carriera di grande successo come voce bianca solista. Una delle sue prime apparizioni fu all'età di dodici anni e mezzo, quando cantò l'inno Jesus, Thou Art My Lord, My God di Grace W. Hinsdale (Haddock) nella chiesa di St. Barnabas a Morecambe. Firth divenne conosciuto soprattutto attraverso la sua partecipazione ai festival di Morecambe e Blackpool, allora tra i principali festival musicali d'Inghilterra, imponendosi anche all'attenzione del compositore Sir Edward Elgar. Al culmine della sua carriera, "the Boy with the Golden Voice" fu invitato ad esibirsi dalla BBC alla radio e come star protagonista alla Bath Assembly Hall il 15 novembre 1928.
Dopo l'enorme (e del tutto inatteso) successo internazionale ottenuto nel 1927 da Ernest Lough con la registrazione su disco dell'inno Hear My Prayer di Felix Mendelssohn, l'interesse per le voci bianche soliste era cresciuto considerevolmente e case discografiche come Columbia e Brunswick si interessarono al ragazzo. Per esse Firth realizzò vari provini, in particolare il 10 marzo 1928 incise per Columbia l'aria di Handel: O Lord, Whose Mercies Numberless con l'accompagnamento del pianoforte. Alla Columbia tuttavia non furono del tutto soddisfatti della qualità della registrazione, che rimase inedita. Nel settembre dello stesso anno l'ormai quindicenne Firth registrò di nuovo lo stesso brano per la Brunswick, questa volta accompagnato all'organo da Gerald Saxby. Pubblicato nel febbraio del 1929 il disco fu un enorme successo commerciale e consacrò la fama di Firth come una delle più celebri voci bianche della sua generazione.
Da adulto Frederick Firth divenne consulente musicale della Norfolk Education Authority. Morì nel 2000.
Dal 1998 tutte le registrazioni di Firth (incluse quelle rimaste inedite) sono state raccolte da Stephen R. Beet e quindi pubblicate per la serie "The Better Land: Great Boy Sopranos of 20th Century".